# Katapleïet
Katapleïet is een mineraal met een lichtgele, roze tot blauwe kleur, en met als chemische samenstelling Na2Zr(Si3O9)∙2H2O.

## Ontstaan
Katapleïet ontstaat magmatisch in nefeliensyenieten en zijn pegmatieten, samen met engrien, titaniet, nefelien en microlien.

## Voorkomen
Katapleïet komt voor in Mont Saint-Hilaire in Quebec, Canada, als platte kristallen met een doorsnede tot 15 cm. Kristallen met een doorsnede tot 3 cm komen voor in de Yukspor-berg op het Khilbinymassief op het het Russische schiereiland Kola. Katapleïet komt ook voor in Langsundsfjord, in Noorwegen, en de Magnet Cove in Arkansas, Verenigde Staten.